# Cyornis ruficrissa
Cyornis ruficrissa és una espècie d'ocell de la família dels muscicàpids (Muscicapidae) endèmic del nord de Borneo. Habita els boscos tropicals i subtropicals de frondoses humits de l'estatge montà. Es reconeixen dos subespècies:
- C. ruficrissa ruficrissa de la Muntanya Kilabalu
- C. ruficrissa isola, ara C. ruficrissa isola, de la resta de muntanyes del Nord de Borneo.

## Taxonomia
Anteriorment es considerava que les dos subespècies de C. ruficrissa pertanyien al papamosques cuabrú, però el 2021 el Congrés Ornitològic Internacional va decidir segmentar aquest tàxon original en tres espècies diferents:
- Cyornis ruficauda (stricto sensu) - Filipines.
- Cyornis ocularis - Arxipèlag Sulu.
- Cyornis ruficrissa - Nord de Borneo

Tanmateix, altres obres taxonòmiques, com el Handook of the Birds of the World i la quarta versió de la BirdLife International Checklist of the birds of the world (Desembre 2019), encara no han adoptat aquesta segmentació.